# Miguel Limón Rojas
Miguel Limón Rojas (Ciudad de México, 17 de diciembre de 1943) es un abogado y político mexicano. Se desempeñó como secretario de la Reforma Agraria de 1994 a 1995 y secretario de Educación Pública de 1995 a 2000 durante el sexenio del presidente Ernesto Zedillo.

## Biografía
Es licenciado en derecho por la Universidad Nacional Autónoma de México (UNAM). Realizó estudios de doctorado en la Universidad de Aix-Marseille. Dio inicio a su vida profesional como académico en la UNAM. Obtuvo mediante examen de oposición la titularidad de la cátedra de derecho constitucional. Fue profesor, jefe del Departamento de Derecho y Director de la División de Ciencias Sociales en la Universidad Autónoma Metropolitana-Azcapotzalco. Ha ocupado varios puestos en el sector educativo: asesor del secretario de Educación Pública, Fernando Solana Morales (1978), secretario académico de la Universidad Pedagógica Nacional (1978-1981), director general de Profesiones y subsecretario de Planeación Educativa (1982-1983).
En el sexenio de Miguel de la Madrid coordinó la Comisión de Educación del Plan Nacional de Desarrollo y fue director general del Instituto Nacional Indigenista (1983-1988); en el de Carlos Salinas de Gortari se desempeñó como subsecretario de Población y Servicios Migratorios (1989-1993) en la Secretaría de Gobernación.
Fue presidente del Capítulo Mexicano de la Sociedad Internacional para el Desarrollo y miembro representante de México en la Subcomisión para la Prevención de Discriminaciones y la Protección de Minorías de la Organización de las Naciones Unidas (ONU). Fue procurador del Medio Ambiente en la Secretaría de Desarrollo Social (1994).
Dirige el despacho de estudios y consultoría Valora y desde 2003 es Presidente de la Fundación para las Letras Mexicanas.